# Якобсен, Арне
Арне Эмиль Якобсен (англ. Arne Emil Jacobsen; 11 февраля 1902 года, Копенгаген — 24 марта 1971 года, там же) — датский архитектор и дизайнер, основоположник стиля «датский функционализм». Вместе с Алваром Аалто является наиболее известным представителем скандинавского дизайна. Помимо архитектурных сооружений он создал целый ряд весьма оригинальных стульев и другой мебели. Он получил несколько международных дипломов и медалей.

## Биография
Якобсен родился в Копенгагене в 1902 году. Первая профессия Якобсена — каменщик. Затем в 1924 году он поступил в Датскую королевскую академию изящных искусств.
Ещё будучи студентом в 1925 году Якобсен участвовал во Всемирной выставке, где выиграл серебряную медаль за дизайн кресла. В той поездке он был поражён новаторской эстетикой павильона L’Esprit Nouveau Ле Корбюзье. Перед тем как покинуть академию, Якобсен также совершил поездку в Германию, где познакомился с рационалистической архитектурой Мис ван дер Роэ и Вальтера Гропиуса. Их работа повлияла на его ранние творения, включая дипломный проект художественной галереи, которая принесла ему золотую медаль.
Когда началась Вторая мировая война, ему, как еврею, пришлось бежать из Дании в Швецию, где ему запретили работать архитектором, и он стал художником по тканям.

## Работы

### В области мебельного дизайна
Только после Второй мировой войны Арне Якобсен решил заняться мебельным дизайном. Почти все его предметы были разработаны для специальных помещений. Множество работ Якобсена стали классическими, среди которых стоит выделить:
| Год  | Объект       | Оригинальное название | Иллюстрация | Описание |
| ---- | ------------ | --------------------- | ----------- | --- |
| 1952 | Стул-муравей | (англ.) The Ant Chair |             | Серия штабелируемых стульев без подлокотников (модель № 3100), разработанная Якобсеном для столовой фармацевтической компании «Ново Нордиск». Стул получил своё название из-за внешнего сходства его очертания с муравьём, поднявшим голову. «Стул-муравей» — первая модель, спинка и сидение которой, изготовлены из единого листа отформованной фанеры. Стул имеет металлический каркас, который включает три хромированные ножки (первоначально они были пластиковые). Позднее 1980 году была добавлена модификация с четырьмя ножками (модель № 3101). |
| 1955 | Серия 7      | Седьмая серия         |             | Эта серия штабелируемых стульев является продолжением концепции изготовления стульев из единого листа фанеры. Стулья этой серии имеют различные варианты ножек, подлокотников, материалов отделки, но объединены единой формой спинки, которая напоминает очертания песочных часов. Некоторые модели, которые входят в данную серию: - модель № 3107 — стул на четырех ножках, самая успешная модель: к концу XX века было продано более 6 млн экземпляров, - модель № 3117 — стул с поворотной подставкой, - модель № 3177 — кресло, - модель № 3207 — стул с четырьмя подлокотниками и четырьмя ножками, - модель № 3217 — стул с подлокотниками и поворотной подставкой, - модель № 3130 — стул (англ.) Grand Prix, изготовленный из дерева, - модель № 3208 — стул «Лилия» с гнутыми подлокотниками и четырьмя ножками, - модель № 3218 — стул «Лилия» с гнутыми подлокотниками на колесиках. |
| 1958 | Стул-лебедь  | (англ.) The Swan      |             | |
| 1958 | Стул-яйцо    | (англ.) The Egg       |             | Это кресло было разработано специально для интерьеров отеля Рэдиссон Блу Роял в Копенгагене, также спроектированного Якобсеном. |
| 1959 | Стул-купол   | The Pot Chair         |             | |
| 1959 | Стул-жираф   | The Giraffe Chair     |             | |

### В области архитектуры
- Здание Национального банка Дании (дат.)
- Гостиница Рэдиссон Блу Роял[англ.] в Копенгагене
- Колледж Святой Екатерины (англ.) в Оксфордском университете